# واي أوف ذا ساموراي 2
واي أوف ذا ساموراي 2 (بالإنجليزية: Way of the Samurai 2)‏ (باليابانية: 侍道2) ، هي لعبة إلكترونية من نوع مغامرات أكشن، أنتجت عام 2003م، وهي الجزء الثاني من سلسلة واي أوف ذا ساموراي، أي الطريق إلى الساموراي.

## وصلات خارجية
- Spike page
- Acquire page
- واي أوف ذا ساموراي 2 على موبي غيمز